# Charlotte Trolley
Charlotte Trolley war eine touristische Straßenbahn in Charlotte im US-Bundesstaat North Carolina. Eigentümer und Betreiber war Charlotte Area Transit System (CATS). Der Betrieb fand von 1996 bis 2010 statt. Den überwiegenden Teil ihrer Strecke nutzte Charlotte Trolley bis 2010 gemeinsam mit der blauen Linie der Stadtbahn Charlotte (LYNX Light Rail) auf einer Eisenbahntrasse der Norfolk Southern Railway.

## Geschichte
Eine erste Straßenbahn existierte in Charlotte bereits von 1891 bis zum 14. März 1938.
Am 30. August 1996 wurde Charlotte Trolley zunächst für eine sechsmonatige Versuchsphase in Betrieb genommen. Es handelte sich um von Freiwilligen organisierte und durchgeführte regelmäßige Nostalgieverkehre. Zunächst verkehrte die Bahn auf 1,8 Meilen (ca. 3 km) Länge nur an drei Abenden pro Woche und Sonntag nachmittags. Bedient wurde die Strecke zwischen dem Depot in Atherton Mill und der Stonewall Street. Aufgrund des Erfolgs verlängerte die Norfolk Southern Railway die Erlaubnis zur Mitbenutzung ihrer Strecke um ein weiteres Jahr.
Am 28. Juni 2004 konnte, nach dem Bau einer Brücke über die Stonewall Street, ein täglicher Betrieb von Atherton Mill bis zur 9th Street eingerichtet werden. Für den täglichen Betrieb gab es fest angestellte Mitarbeiter des CATS. Zwischen dem 5. Februar 2006 und dem 19. April 2008 ruhte der Verkehr, da die Strecke für die im November 2007 eröffnete Stadtbahn hergerichtet wurde. Ab dem 20. April 2008 fuhren die Straßenbahnwagen nur noch bei speziellen Anlässen, der tägliche Verkehr wurde nicht wieder aufgenommen. Am 28. Juni 2010 wurde der Verkehr dauerhaft eingestellt.
Am 14. Juli 2015 ging die 2,4 Kilometer lange CityLYNX Gold Line in Betrieb. Sie führte mit Stand 2015 von der Haltestelle Charlotte Transportation Center/Arena zur Endstelle Hawthorne Lane & 5th Street und wies vier Zwischenhaltestellen auf. Gefahren wurde täglich ganztags in einem 15- bis 20-Minuten-Takt, die Mitfahrt war kostenlos. Mit der Inbetriebnahme moderner Neubau-Straßenbahnen für die CityLYNX Gold Line im Jahr 2019 endete die Ära des Charlotte Trolley.

## Fahrzeuge

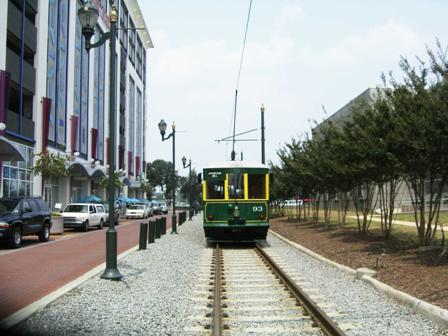
Wagen 93 – noch mit Stangenstromabnehmer, 2006

Der Charlotte Trolley als ein Betrieb mit historisierender Anmutung war mit den Straßenbahnen TECO Line Streetcar System in Tampa, River Rail Streetcar in Little Rock und North Little Rock sowie MATA Trolley in Memphis vergleichbar.:36
Für den Fahrbetrieb existierten drei Nachbauten des Fahrzeugtyps Birney Safety Car (vierachsige Bauart) mit den Betriebsnummern 91, 92 und 93. Sie wurden von der Gomaco Trolley Company gebaut und im Herbst 2004 ausgeliefert. Für den Mischbetrieb mit der Stadtbahn Charlotte wurden sie nachträglich mit Einholmstromabnehmern ausgestattet. Nach Betriebsende 2010 waren die drei Fahrzeuge von 2015 bis 2019 im Vorlaufbetrieb auf der CityLYNX Gold Line der Stadtbahn Charlotte im Einsatz und wurden 2020 an MATA Trolley in Memphis verkauft.
Daneben gibt es drei originale Straßenbahntriebwagen, von denen jedoch zwei nie in Charlotte fuhren. Der letzte in Charlottes ehemaligem Straßenbahnbetrieb verkehrende Wagen 85 wurde 1987 wiedergefunden und zwischen 1989 und 1991 aufgearbeitet. Er wurde 1927 im Dilworth Trolley Barn in Charlotte gebaut und war eines von acht gleichartigen vierachsigen Fahrzeugen. Von 1996 bis 2006 verkehrte er auf der neuen Strecke, danach war er im Schuppen des CATS am South Boulevard abgestellt. Er besaß einen Stangenstromabnehmer und durfte nur zweimal im Jahr auf der Strecke verkehren. Der Wagen 117, ein bei Brill für Asheville gebautes originales Birney Safety Car aus dem Jahr 1927, wartete im Charlotte Trolley Car Barn auf eine Aufarbeitung.
Der Triebwagen 1 wurde von der United Electric Car Company in Preston (England) für die Straßenbahn Piräus (Griechenland) gebaut und verkehrte dort als Wagen 60 von 1914 bis 1960. Er wurde 1985 in Athen gefunden, in Guilford (Connecticut) restauriert und 1989 nach Charlotte gebracht. Das „little red car“ befindet sich im Besitz der Historic Landmarks Commission, es wurde unterhalb der Fenster rot lackiert und erhielt, als erstes für Charlotte aufgearbeitetes Fahrzeug, die neue Betriebsnummer 1.
Die Triebwagen Tw 1 und Tw 85, die dem Verein Charlotte Trolley gehören, dürfen nicht mehr auf die Strecke.

## Strecke
Die zwischen 1996 und 2010 genutzte Strecke begann stumpf an einem Prellbock an der Südwestseite der 9th Street. Der Bahnsteig war teilweise überdacht, er befand sich auf dem Planum des nördlichen Gleises der ehemaligen Eisenbahnstrecke. An der folgenden Station 7th Street erreichte die Bahn den gemeinsam mit der Lynx-Stadtbahn genutzten Abschnitt. Diese Station hat zwei Seitenbahnsteige, am nördlichen liegt ein Stumpfgleis. Nach der niveaugleichen Querung der 6th Street folgt ein x-förmiger doppelter Gleiswechsel. Die folgenden Stationen Charlotte Transportation Center und 3rd Street liegen auf Brücken über den kreuzenden Straßen. Auch die Stonewall Street und die Interstate 277 werden mittels Brücken überquert, die anschließende Morehead Street unterfahren. Ab der Station Carson verläuft die Trasse wieder weitgehend ebenerdig und quert die Straßen im selben Niveau. Kurz vor der Bland Street liegt ein einfacher Gleiswechsel. Die Strecke, die bis dahin geradlinig von Nordost nach Südwest verläuft und sämtliche Straßen rechtwinklig kreuzt, beschreibt nach der gleichnamigen Station eine langgezogene leichte Kurve in Richtung Süden. Nach der Station East/West Boulevard folgt ein weiterer Gleiswechsel, im Anschluss ein Abzweig vom stadteinwärtigen Gleis, dessen Weiche auf der kreuzenden Tremont Avenue liegt. An dieser Stelle verließ die Bahn die gemeinsam genutzte Strecke und endete kurz darauf am Einkaufszentrum Atherton Mill.
Die 2015 eröffnete CityLYNX Gold Line beginnt an der Station Charlotte Transportation Center/Arena, wo eine Gleisverbindung zur Stadtbahn besteht. Sie folgt dem rechtwinklig zur Stadtbahnstrecke verlaufenden, nahezu geradlinigen Straßenzug East Trade Street – Elizabeth Avenue und biegt kurz vor der Endhaltestelle Hawthorne Lane & 5th Street nach Nordosten ab. Die nordwestliche Wende- und Abstellanlage befindet sich unmittelbar südlich der von der Straße unterquerten Stadtbahnstation Charlotte Transportation Center. Die Straßenbahn-Endstelle liegt vor dem zwischenzeitlich als Time Warner Cable Arena benannten Gebäude in der East Trade Street. An deren Südende zweigt das Verbindungsgleis zur Stadtbahn aus. Es umrundet das Arena-Gebäude und führt entlang der East 5th Street zu den Stadtbahngleisen. Die Straßenbahnstrecke verläuft zweigleisig im Straßenraum der East Trade Street und der anschließenden Elizabeth Avenue. Die Haltestellen haben Seitenbahnsteige. Nach der letzten Zwischenstation Elizabeth Avenue & Hawthorne Lane knickt die Strecke nach Nordosten ab und erreicht vor der East 5th Street ihren Endpunkt.

## Stationen

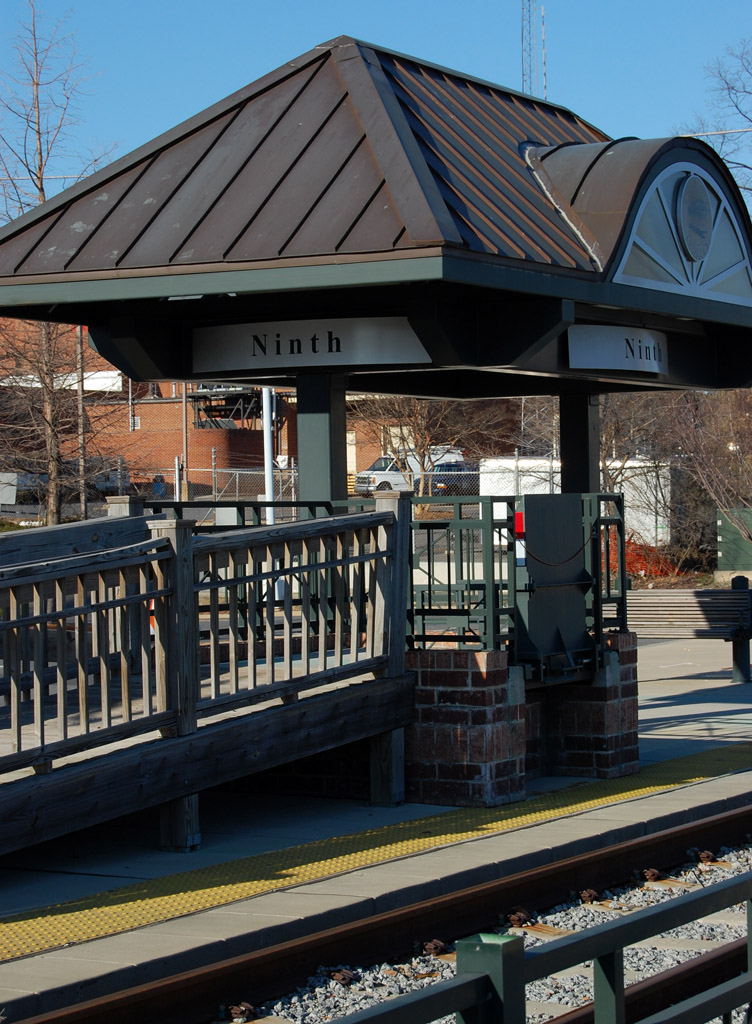
9th Street Station

Sämtliche Stationen besaßen Seitenbahnsteige und waren, mit Ausnahme der Station Morehead, behindertengerecht gestaltet.

## Museum
Nahe der Station Bland Street liegt das Charlotte Trolley Powerhouse Museum. Es beherbergt mit dem 1910 gebauten Triebwagen 1339 ein stationäres Ausstellungsstück. Mit Stand 2025 ist das Museum weiterhin geöffnet.